# Camille Rocher
Pour les articles homonymes, voir Rocher.
Camille Rocher est un homme politique français né le 8 octobre 1877 à La Côte-Saint-André (Isère) et décédé le 19 décembre 1952 à Cannes (Alpes-Maritimes).
Propriétaire et viticulteur à Roybon, où il est conseiller municipal, il est député de l'Isère de 1919 à 1924, inscrit au groupe de l'Entente républicaine démocratique. Il se spécialise sur les questions minières, s'occupant beaucoup des mines de la Sarre et des mines de potasse d'Alsace.

## Mariage et descendance
Il épouse Anne Amélie Marie-Antoinette de Fontaines de Logères (Evreux, 15 décembre 1882 - Neuilly sur Seine, 11 janvier 1922), fille de Marc de Fontaines de Logères, officier, et de Louise Marie Léonie Langlois de Septenville.
Elle était la petite-fille de Charles Langlois de Septenville.
Il en a quatre enfants :
- Léon Rocher
- Jean Rocher
- Anne-Marie Rocher
- Louise Rocher.

## Sources
- « Camille Rocher », dans le Dictionnaire des parlementaires français (1889-1940), sous la direction de Jean Jolly, PUF, 1960 [détail de l’édition]